# Guarianthe patinii
Guarianthe patinii sinónimo de Cattleya patinii es una especie de orquídea perteneciente a la familia Orchidaceae. Se encuentran en Costa Rica, Panamá, Colombia, Venezuela y Trinidad y Tobago en los bosques húmedos a elevaciones de 30 a 800 m s. n. m.

## Descripción
Es una planta de tamaño pequeño, que acepta temperaturas cálidas y es cada vez más epífita con pseudobulbo fusiforme, surcado, bifoliada con hojas elípticas a oblongas y carnosas que florece en un terminal de 7,5 cm de largo, erecto, y con pocas a varias [4 a 8]  flores, la inflorescencia es un racimo resultante de un nuevo madurado psedobulbo, subtendido por una vaina basal que florece en el otoño.  La principal diferencia de esta especie frente a Cattleya skinneri es que skinnerii florece en la primavera y tiene una base tubular de color blanco a los labios.
La especie es extremadamente rara en cultivo por su tendencia a la cleistogamia (autopolinización), una característica muy difundida en la G. patinii que no permite que las flores se abran.  Normalmente se considera que únicamente en Panamá posee poblaciones no cleistógamas, lo que la ha hecho una especie popular solamente en ese país. 
Sin embargo se encuentran otras poblaciones no cleistógamas aunque no muy grandes en Costa Rica y en Venezuela (únicamente en Yaracuy), así como en Colombia. Pero en estos últimos casos son poblaciones relativamente pequeñas y focalizadas. 
Guarianthe patinii es una especie en extremo similar a la Guarianthe skinneri con la cual fue ampliamente confundida en el pasado relegándola a la sinonimia de skinneri variedad “autumnalis” (skinneri de “floración otoñal”).  También ha sido nombrada como sinónimo con la Cattleya deckerii.  
Entre lo muy poco que se conoce de esta especie,  se diferencia de la G. skinneri por varias razones:
1) su hábito ecológico: es una especie que crece a menor altura que la G. skinneri, desde el nivel del mar, hasta los 500 u 800 m s. n. m. aproximadamente, en florestas de baja altura, ¿caducas?, semicaducas y húmedas. 
2) También se diferencia por su época de floración otoñal, así como por sus flores, algo más compactas, pero principalmente por no poseer una mancha color crema en la entrada del tubo del labelo, sino el labelo completamente púrpura en su garganta.  
3) También se diferencia por su distribución geográfica, la cual solamente solapa con la G. skinneri en Costa Rica. Anteriormente se conocía de poblaciones en el norte de Centroamérica pero fueron desapareciendo al talar las selvas costeras para el cultivo de caña de azúcar, de dichas poblaciones ya no queda ninguna referencia.
Guarianthe patinii se distribuye desde Costa Rica sur y central, pasando por Panamá, hasta el lado pacífico y atlántico de Colombia, y a lo largo del norte de Venezuela hasta muy posiblemente Trinidad. 
La especie posee flores rosado-lila en diferente intensidad, sin embargo se conocen flores semialba (parcialmente albinas), alba (albinas), albescens (falsas albinas), y caeruleas (flores de color lila-azulado).